# Glenea mephisto
Glenea mephisto é uma espécie de escaravelho da família Cerambycidae. Foi descrita por James Thomson em 1879.